# الکساندر آلبرشت (ژنرال)

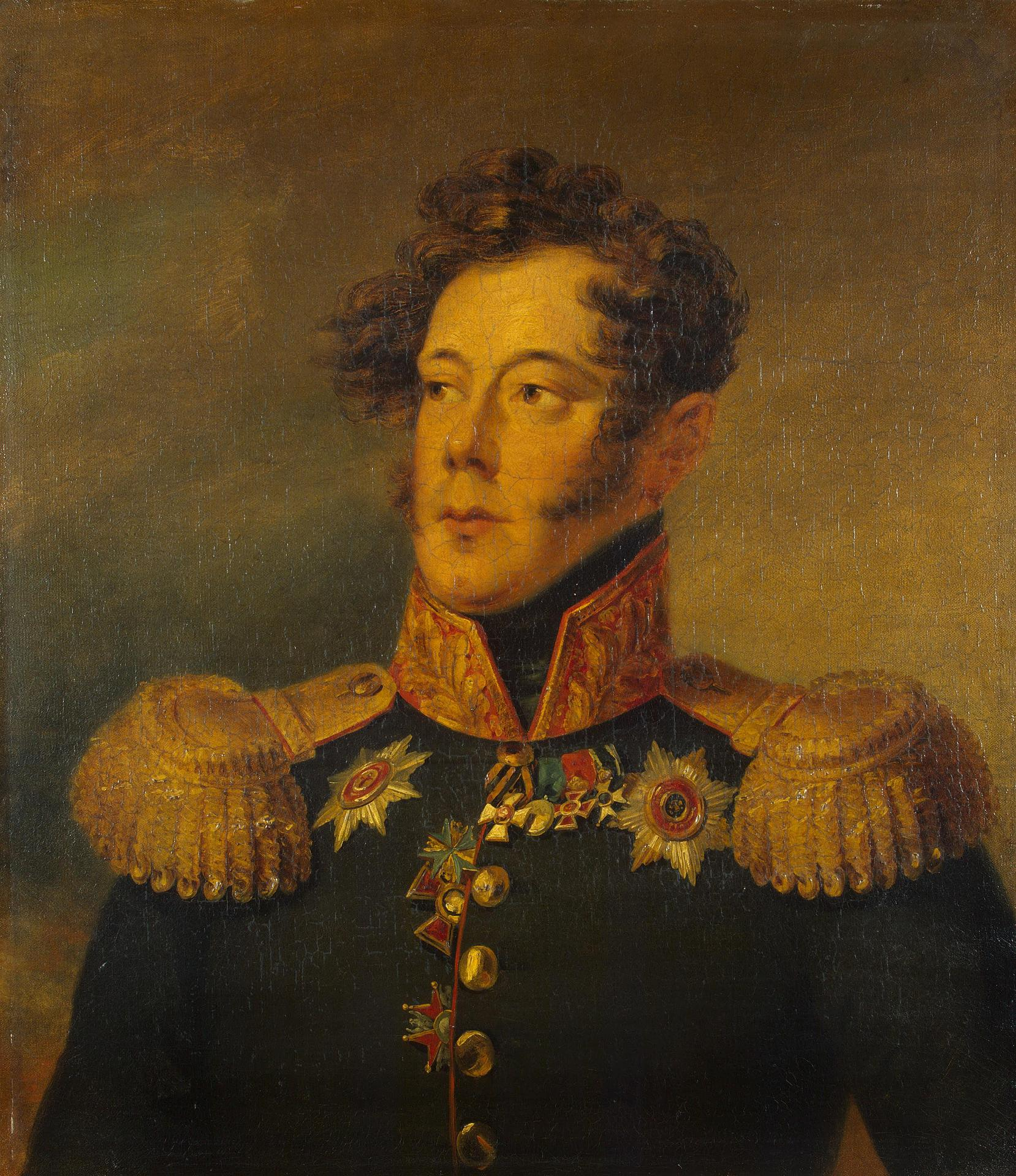
پرتره آلبرشت اثر جورج داو (گالری نظامی، ارمیتاژ)

الکساندر ایوانوویچ آلبرشت (روسی: Александр Иванович Альбрехт; ۳ نوامبر ۱۷۸۸–۱۵ اوت ۱۸۲۸) فرمانده ارتش امپراتوری روسیه در طول تهاجم فرانسه به روسیه بود.

## زندگی
او از یک خانواده اشرافی در سن پترزبورگ بود - پدرش سرهنگ هنگ سمیونوسکی بود. در ۱۲ مارس ۱۸۰۳ در یک هنگ سواره نظام وارد ارتش شد. در ۲ دسامبر ۱۸۰۵، با درجه کورنت، در طول نبرد آسترلیتز، قبل از زخمی شدن از ناحیه سر و بازو توسط سابر و اسیر شدن، فرماندهی یک اسکادران را به عهده گرفت. در دسامبر ۱۸۰۹، با ارتقای درجه کاپیتان، به هنگ اژدها دوشس اعظم ماریا پاولونا منتقل شد. در ۱۱ اکتبر ۱۸۱۱ به درجه سرهنگ ارتقا یافت.
در سال ۱۸۱۲ سرهنگ آلبرشت فرماندهی یک هنگ سواره نظام را بر عهده داشت که از اژدهای ذخیره، لنسر و اسکادران هوسار تشکیل شده بود. از ۱۸ تا ۲۰ اکتبر ۱۸۱۲، در جریان پیروزی روسیه بر فرانسوی‌ها و باواریایی‌ها در نبرد دوم پولوتسک، هنگ او ۱۲ اسلحه را ضبط کرد اما او از ناحیه دست راست زخمی شد. در ۲۳ دسامبر ۱۸۱۲ به او نشان درجه ۴ سنت جورج اعطا شد. آلبرشت همچنین در آزار و اذیت گراند آرمی در هنگام عبور از رودخانه برزینا مشارکت فعال داشت. در سال ۱۸۱۲ نیز نشان لئوپولد به او اعطا شد.
در طول جنگ ائتلاف ششم، با فرماندهی یک اسکادران اژدها، آلبرشت در نبردهای لوتزن، باوتزن (جایی که از سمت راست مجروح شد) و لایپزیگ متمایز شد. او در چندین نبرد لشکرکشی فرانسه در سال ۱۸۱۴ شرکت کرد، از جمله نبرد رفره-شامپنویز، جایی که اسکادران سواره نظام او به شکست فرانسه کمک کرد. در۱۰ مه ۱۸۱۴ آلبرشت به درجه سرلشکری ارتقا یافت. در سال ۱۸۱۴ همچنین نشان درجه ۱ سنت آنا به او اعطا شد. در ۱۰ مه ۱۸۱۶ او به فرماندهی تیپ ۱ لشکر ۳ کویراسیر منصوب شد. در طول یا پس از جنگ، او همچنین نشان نظامی درجه ۳ ماکس جوزف از باواریا، نشان پور لو مریت و نشان سنت استانیسلاس را دریافت کرد.
در سال ۱۸۲۳ به فرماندهی سواره نظام گارد در لهستان منصوب شد. او پنج سال بعد، قربانی طاعونی که در آن زمان اروپای مرکزی را درنوردیده بود، درگذشت.